# Asplenium trichomanes subsp. coriaceifolium
Asplenium trichomanes subsp. coriaceifolium is een zeldzame rotsvaren uit de streepvarenfamilie (Aspleniaceae).
Het is een ondersoort van de steenbreekvaren (Asplenium trichomanes) die te vinden is op kalksteen op de Balearen, het zuiden van het Iberisch Schiereiland en het noorden van Marokko.
De varen is pas in 1990 voor het eerst gevonden in de Serra de Tramuntana op Mallorca, en is gelijktijdig beschreven door Duitse en Spaanse botanici. De Spanjaarden beschreven hem als Asplenium azomanes.

## Naamgeving enetymologie
- Synoniem: Asplenium azomanes Rosselló, Cubas & Rebassa

De botanische naam Asplenium is afgeleid van het Oudgriekse ἄσπληνον, asplēnon (miltkruid). De ondersoortaanduiding coriaceifolium is afkomstig van het Latijnse coriaceus (lederen), stoffelijk bijvoeglijk naamwoord van corium (leder) en folium (blad), naar de lederachtig aanvoelende bladen.

## Kenmerken

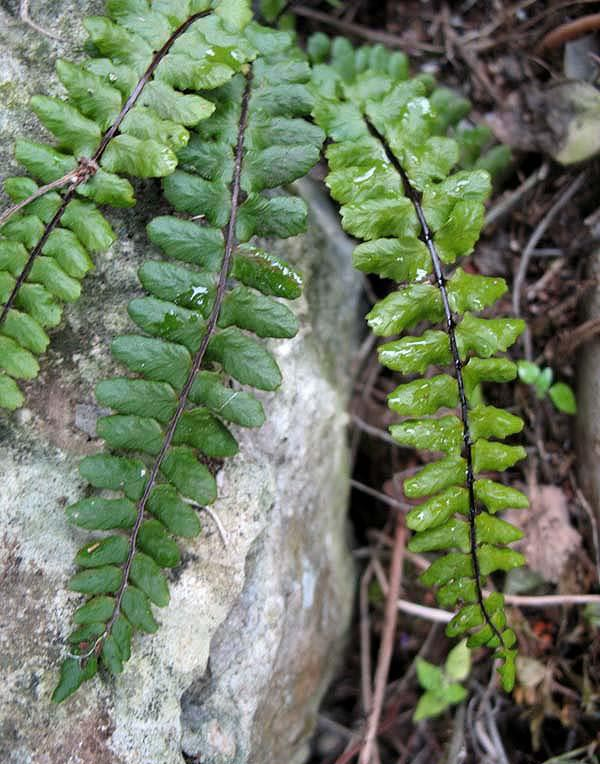
A. t. subsp. coriaceifolium, detail van het blad

A. trichomanes subsp. coriaceifolium is een kleine, altijdgroene terrestrische varen (hemikryptofyt) met stevige, glanzende donkerbruine bladstelen en in een bladrozet staande, eenmaal geveerde bladen. De bladen voelen lederachtig aan en hebben een opvallende glans, vooral wanneer ze in volle zonlicht staan. Bij droogte verschrompelen ze, maar komen terug tot leven bij de eerste regen.
Een typisch kenmerk van deze varen zijn de kleine lobjes aan de onderzijde van de basis van de onderste en middelste bladslipjes, waaronder één of twee sporenhoopjes verborgen zitten. De sporen zijn rijp van oktober tot maart.
A. trichomanes subsp. coriaceifolium is een tetraploïde plant, 2n = 144.

## Habitat, verspreiding en voorkomen
A. trichomanes subsp. coriaceifolium komt voor op kalksteenrotsen en -muren die op het noorden of noordwesten gericht zijn.
De plant is lokaal te vinden op de Balearen (Mallorca, Ibiza en Formentera), het zuiden van het Iberisch Schiereiland (Albacete, Jaén, Málaga en Cádiz) en het noorden van Marokko.
... · 
A. adiantum-nigrum (Zwartsteel) · 
A. adulterinum · 
A. aethiopicum · 
A. ×alternifolium · 
A. anceps · 
A. aureum · 
A. azoricum · 
A. billotii (Lancetvormige streepvaren) · 
A. bulbiferum · 
A. ceterach (Schubvaren) · 
A. cuneifolium · 
A. filare · 
A. fissum · 
A. fontanum (Genaalde streepvaren) · 
A. foreziense (Forez-streepvaren) · 
A. hemionitis · 
A. jahandiezii · 
A. lepidum · 
A. lolegnamense · 
A. majoricum · 
A. marinum (Zeestreepvaren) · 
A. nidus (Nestvaren) · 
A. obovatum · 
A. octoploideum · 
A. onopteris · 
A. petrarchae · 
A. ruta-muraria (Muurvaren) · 
A. scolopendrium (Tongvaren) · 
A. seelosii · 
A. septentrionale (Noordse streepvaren) · 
A. trichomanes (Steenbreekvaren) · 
A. trichomanes subsp. coriaceifolium · 
A. trichomanes subsp. pachyrachis · 
A. trichomanes subsp. quadrivalens · 
A. trichomanes subsp. trichomanes · 
A. viride (Groensteel) · 
A. viviparum · 
...